# Paul Thielscher
Paul Thielscher (* 16. April 1881 in Stein bei Sibyllenort, Schlesien; † 14. April 1962 in Berlin) war ein deutscher Klassischer Philologe.

## Leben
Paul Adolf Thielscher stammte aus einer schlesischen Landwirtsfamilie. Schon sein Vater, Großvater und Urgroßvater waren Landlehrer gewesen. Thielscher selbst studierte Klassische Philologie und Geschichte an der Universität Breslau. Unter seinen akademischen Lehrern hebt er besonders Franz Skutsch und Eduard Norden hervor. Er wurde Mitglied des Philologischen Vereins Breslau im Naumburger Kartellverband. 1906 wurde er mit einer Dissertation zur Überlieferungsgeschichte der flavischen Dichter Publius Papinius Statius, Silius Italicus und Marcus Manilius zum Dr. phil. promoviert. Am 14. Dezember desselben Jahres bestand er die Erste Staatsprüfung für die Fächer Griechisch, Latein und Geschichte. Im folgenden Jahr (1907) betrieb er an der Christian-Albrechts-Universität zu Kiel seine Habilitation, die er am 23. Oktober erreichte. Daraufhin lehrte er im Wintersemester 1907/1908 als Privatdozent in Kiel. Zum 26. April 1908 schied er aus dem Lehrkörper der Universität aus und wechselte in den Schuldienst.
Im Schuldienst war Thielscher in verschiedenen Städten in der Provinz Pommern tätig: Nach dem Seminarjahr in Kolberg und dem Probejahr in Stargard wurde Thielscher im Oktober 1910 als Oberlehrer in Pyritz angestellt. Im April 1913 wechselte er als Oberlehrer nach Demmin, wo er mehr als zehn Jahre wirkte. Er trat 1914 dem neu gegründeten Verein für Heimatpflege zu Demmin bei, dessen Vorsitzender er von 1922 bis 1924 war, und arbeitete in seiner Freizeit im Kreisheimatmuseum Demmin, wo er die Zinn-, Münz- und Autografensammlung und die plastischen Bildwerke aufarbeitete. Im Mai 1924 verließ Thielscher Demmin und ging als Studienrat nach Dramburg. Bereits im August wechselte er nach Köslin. Im August 1929 wechselte er nach Berlin-Friedenau. Hier trat er zum 1. April 1933 in den Ruhestand.
Seine letzte Lebensphase in Berlin (von 1933 bis 1962) verbrachte Thielscher als Privatgelehrter. Er nutzte das reichhaltige akademische Netzwerk der Stadt, während er seine wissenschaftlichen Arbeiten fortsetzte. So verkehrte er beispielsweise mit dem Rechtshistoriker Ulrich von Lübtow, mit dem Historiker Otto-Friedrich Gandert und mit dem Christlichen Archäologen Klaus Wessel.

## Leistungen
Thielschers wissenschaftliche Arbeit umspannt ein weites Gebiet, das seinen weitgespannten Interessen und seiner vielseitigen Begabung geschuldet ist. Zwei Konstanten sind die Beschäftigung mit antiken Texten und mit technischen Themen.
Seine erste Forschungsarbeit zur flavischen Dichtung ging von seiner Dissertation aus. Er veröffentlichte seine Studien zur komplexen Überlieferungsgeschichte, besonders des Manilius, von 1907 bis 1956 in verschiedenen Zeitschriften. Bereits 1907 folgte Jacobus van Wageningen in seiner Manilius-Ausgabe Thielschers ersten Entdeckungen. Die späteren Studien beeinflussten die Neuausgabe von George Patrick Goold (1985, 1998). Daneben veröffentlichte Thielscher weitere Studien zu Ciceros Topik, zu den Schriften des Aristoteles, zum antiken Theater- und Spielewesen und zur Germania des Tacitus.
Von der paganen Literatur der Antike dehnte Thielscher seine Arbeit auf die Evangelien und die Jesusforschung aus. 1930 veröffentlichte er ein umfangreiches Buch Die Selbstentfaltung des Stoffes in den vier Evangelien, das den ersten Band einer Reihe bildete mit dem Titel Unser Wissen um Jesus. Ein neuer Weg der Quellenuntersuchung. Geplant waren vier Bände, die Thielscher im Manuskript fertigstellte (er überarbeitete auch den ersten Teil). Zu einer Veröffentlichung kam es jedoch nicht.
Technische Interessen verfolgte Thielscher in seinem Aufsatz über Gaius Iulius Caesars Rheinbrücke (1939), den er gemeinsam mit Karl Saatmann und Emil Jüngst verfasste. Den Architekten dieser Brücke identifizierte er mit Vitruv, wie er im entsprechenden Artikel in Paulys Realencyclopädie der classischen Altertumswissenschaft darlegte. Thielschers Alterswerk war eine kommentierte Übersetzung von Catos Schrift De agri cultura. Zur Erklärung des Textes, der wegen seiner zahlreichen technischen Einzelheiten als besonders schwierig gilt und von mehreren Editoren und Übersetzern falsch verstanden wurde, zog Thielscher Spezialisten aus den Bereichen Frühgeschichte, Landwirtschaft und Medizin als Berater heran.

## Schriften (Auswahl)
- De Statii Silvarum Silii Manilii scripta memoria. Breslauer Dissertation, Tübingen 1906 (= Philologus. Band 66 (1907), S. 85–134).
- Unser Wissen um Jesus. Ein neuer Weg der Quellenuntersuchung. Band 1:  Die Selbstentfaltung des Stoffes in den vier Evangelien. Gotha 1930.
- Kreisheimatmuseum Demmin: Die Bildwerke. Demmin 1937.
- Kreisheimatmuseum Demmin: Die Zinngeräte und ihre Meister. Demmin 1937.
- mit Karl Saatmann und Emil Jüngst: Caesars Rheinbrücke. In: Bonner Jahrbücher 143/144, 1938/39, S. 83–208
- Des Marcus Cato Belehrung über die Landwirtschaft. Berlin 1963.